# 1560
1560 (MDLX) je bilo prestopno leto, ki se je po julijanskem koledarju začelo na ponedeljek.

## Dogodki
- 1. januar

## Rojstva
- - Thomas Harriot, angleški matematik, astronom († 1621)
- - Heinrich Khunrath, nemški alkemist († 1605)

## Smrti
- 19. april - Philipp Melanchthon, nemški reformator (* 1497)
- 15. november - Domingo de Soto, španski dominikanec, teolog in filozof (* 1494)
- 5. december - Franc II., francoski kralj (* 1544)